# 더본코리아
더본코리아(The Born Korea)는 대한민국의 도소매업 중소기업이다.
다양한 요식업 프랜차이즈 브랜드를 기반으로 숙박업과 교육업을 영위하고 있으며 창업자이자 최대 주주인 백종원이 대표이사로서 경영을 총괄하고 있다.
현재 더본코리아, 더본차이나, 더본아메리카 등 글로벌기업으로 나뉘어있고 자회사로는 대표적으로 한신포차, 새마을식당, 홍콩반점 등이 있다.

## 연혁
- 1993년 더본 코리아 설립, 원조쌈밥집 오픈(논현 본점)
- 1998년 한신포차 오픈
- 2002년 새마을식당, 구내식당, 본가 오픈
- 2004년 해물떡짐0410 오픈
- 2005년 소본가, 본가 중국 진출
- 2006년 홍콩반점0410, 빽다방 오픈
- 2007년 새마을식당 중국 진출
- 2008년 홍마반점0410, 미정국수0410, 마카오반점0410, 백씨양생탕, 한국본갈비, 정구미집 오픈, (주)더본아메리카 법인 설립
- 2009년 성성식당, 최강집, 씨베리안치킨 오픈
- 2010년 홍콩반점0410 미국 진출, (주)누들제이원 법인 설립, 더본코리아 2010년 외식경영대상 기업부문 대상 수상
- 2011년 역전우동0410 오픈
- 2012년 제순식당, 새마을식당 일본 진출, (주)더본재팬 법인 설립
- 2013년 대한국밥 용산문배점 오픈, 새마을식당 2012년 대한민국 100대 프랜차이즈 선정

2014년 더본 상해 찬음 유한공사 설립(중국 상해지역 프랜차이즈 관리 회사)

## 주요 브랜드

### 한신포차
한신포차라는 브랜드는 1998년에 만들어진 대형 포장마차이다.

### 새마을식당
새마을식당은 김치찌개 전문점이다.

### 홍콩반점0410
홍콩반점은 힘든 시기가 아닌 2000년대 초에 들어와서 백종원이 좋아하는 메뉴를 토대로 만들어진 회사이다.